# Евгения де Монтихо
Евгения де Монтихо (на испански: Eugenia de Montijo /Еухения де Монтихо/, на френски: Eugénie de Montijo /Йожени дьо Монтижу/), по рождение Доня Мария Еухения Игнасия Аугустина де Палафокс де Гусман Портокареро и Киркпатрик (на испански: Doña María Eugenia Ignacia Augustina de Palafox de Guzmán Portocarrero y Kirkpatrick), e испанска аристократка и императрица на Франция (1853 – 1871), съпруга на френския император Наполеон III.

## Произход и ранни години
Евгения е родена на 5 май 1826 г. в Гранада, Испания. Тя е най-голямата от двете дъщери на Дон Сиприано де Палафокс и Портокареро (1785 – 1839), херцог на Пеняранда Гранде, маркиз на Арделас, маркиз на Моя, маркиз на Алхаба, граф на Теба, граф на Монтихо и граф на Аблитас. След неговата смърт, като негова най-голяма дъщеря, Евгения наследява титлите 18-а маркиза на Арделас, 18-а маркиза на Моя, 19-а графина на Теба, 10-а графиня на Монтихо и графиня на Аблитас. Майката на Евгения е Мария-Емануела Енрикета Кирпатрик, шотландка с испано-белгийски произход, дъщеря на Уилям Кирпатрик, американски консул в Малага.
Йожени, както става известна по-късно във Франция, учи в Париж, в манастира „Сакре кьор“, в който получава католическо образование. Когато Наполеон III става президент на Втората френска република, Йожени и майка ѝ се появяват на няколко бала, организирани от Наполеон в Елисейския дворец. На тези приеми Евгения се запознава с бъдещия френски император, за когото се омъжва на 30 януари 1853, малко след неочаквания отказ, който Наполеон получава на предложението да се ожени за шведската принцеса Карлота Васа.

## Императрица на Франция
На 22 януари 1853 г. в тронното си слово император Наполеон III обявява намерението си да се ожени за Евгения, изтъквайки, че предпочита брак с жена, която обича и уважава, отколкото с непозната. Изказването на императора предизвиква саркастични коментари във Великобритания, където вестник „Таймс“ споменава, че французите гледат на брака на френския император с Евгения по-скоро като на унижение. Със сарказъм британската преса отбелязва, че 26-годишната испанска графиня с наследствена титла и древно потекло, не е достатъчно добра партия за династията на Бонапарт (която само две поколения по-рано излязла от тъмнината на Корсика).
На 16 март 1856 г. Евгения ражда син – Наполеон Йожен Луи Жан Жозеф Бонапарт.
Със своята красота, елегантност и изтънчени маниери Евгения става едно от бижутата на френския императорски двор. Императрицата поддържа близки отношения с Паулина фон Метерних, съпруга на австрийския посланик в Париж, която играе важна роля в културния и социален живот в императорския двор. Съвсем скоро с начина си на обличане френската императрица започва да диктува европейската мода в женското облекло: когато Евгения започва да носи мрежести кринолини през 1855 г., този вид облекло веднага става последна дума на модата в Европа, а в края на 1860 г. пак по неин пример от употреба са извадени широките поли. Чрез интереса си към модата от епохата на Мария Антоанета Евгения възражда неокласическия стил на обзавеждане, популярен по времето на Луи XVI.
Тъй като императрицата е изключително интелигентна и образована, самият Наполеон III се допитва до нейното мнение по редица важни политически въпроси, а през 1859, 1865 и 1850 г. Евгения управлява Франция като регент на съпруга си по време на неговите отсъствия. Католичка по вяра и консерватор по убеждения, Евгения се превръща в преграда срещу каквито и да е либерални тенденции в Наполеоновото управление. Евгения е строг защитник на папската власт в Италия и на ултрамонтанистките идеи. Поради това френската императрица е ненавиждана и често оклеветявана от антиклерикалните среди във Франция.

## След отмяната на империята
След края на Втората френска империя, съборена от френските загуби във Френско-Пруската война (1870 – 1871), императрица Евгения и Наполеон III се установяват във Великобритания, където отсядат в Чизълхъст, графство Кент. След смъртта на Наполеон III (1873) и на сина ѝ (1879), бившата френска императрица се премества да живее във Фарнбъроу, графство Хампшър, Англия. В Англия императрица Евгения става кръстница на принцеса Виктория Евгения Батенберг, внучка на кралица Виктория и бъдеща кралица на Испания. По-късно императрицата се установява във вила Кирнос близо до Кан, където Евгения води тих и затворен живот без каквато и да е намеса в политиката.
Здравето на Евгения обаче се влошава силно след смъртта на семейството ѝ. По препоръки на лекарите си тя посещава курорта Борнмът в Англия.
Евгения умира на 11 юли 1920 в Мадрид, Испания, където по това време 94-годишната бивша императрица е на посещение при испанските си роднини. Императрица Евгения е погребана до съпруга и сина си в императорската крипта на абатство Сейнт Майкъл във Фарнбъроу. Имуществото на покойната императрица по нейно желание е поделено между роднините ѝ с изключение на 100 хиляди франка, които завещава за обновяването на катедралата в Реймс.
- Императрица Евгения
- Императрица Евгения, средата на 1860-те години